# Боннанаро
Боннанаро (итал. Bonnanaro) — коммуна в Италии, располагается в регионе Сардиния, в провинции Сассари.
Население составляет 1064 человека (2008 г.), плотность населения составляет 49 чел./км². Занимает площадь 22 км². Почтовый индекс — 7043. Телефонный код — 079.
Покровителем коммуны почитается святой Георгий, празднование 23 апреля.

## Демография
Динамика населения:

## Администрация коммуны
- Официальный сайт: https://web.archive.org/web/20090207141150/http://comunebonnanaro.com/